# تاکایا کورودا
تاکایا کورودا (انگلیسی: Takaya Kuroda; ۱۷ آوریل ۱۹۶۵ – ) بازیگر، و صداپیشه اهل ژاپن بود. وی از سال ۱۹۸۴ میلادی تاکنون مشغول فعالیت بوده‌است.